# SSK Industries
SSK Industries, Inc. — американська компанія, розробник та виробник стрілецької зброї. Заснована у 1977 році мисливцем та збройним ентузіастом Джей Ді Джонсом (англ. J. D. Jones), вона відома як виробник стволів для довгоствольних мисливських пістолетів Contender та Encore.
SSK Industries спочатку виробляла спорядження та набої для мисливської короткоствольної зброї . Зараз вона є виробником сотень різноманітних видів патронів.

## Відомі продукти
SSK розробила та виробляє гвинтівку з найбільшим калібром в історії — .950 JDJ. Набої цього калібру мають відбій, еквівалентний десяти патронам .30-06 Springfield.
Також компанія є розробником родини дозвукових набоїв Whisper, що призначені для використання разом із глушником.